# Аделфат
Аделфат (од речи: АД-рћфлторц - братственик) означава доживотно издржавање кога је манастир давао у надокнаду за поклон који му је дат у имањима или новцу.

## Значење
У српским средњовековним документима упоредо се употребљавају термини Комат и Метрик који поред свог основног значења, јединице за мерење количине, такође означавају храну и све остало што је било потребно за издржавање манастира. Цео братски сабор доносио је одлуку о продаји аделфата. Затим је састављен уговог у коме се прецизирају обавезе манастира према уживаоцу аделфата, уколико би он ушао у манастир. Уколико би наставио да живи ван манастира, набројане су врсте и количине намирница које би годишње добијао. Са повећањем опасности од Турака, чланови владарских породица обезбеђивали су прилагањем великих дарова уточишта у светогорским манастирима. Термини аделфат и коматк такође су употребљивани за велике суме новца које су краљеви Милутин (1316, око 1320) и Душан (1332) дали Хиландару као помоћ за издржавање које је манастир већ био обавезан да даје у намирницама, обући и одећи.